# Julien Le Blant
Julien Le Blant, né le 30 mars 1851 à Paris et mort le 28 février 1936 dans cette même ville, est un peintre français.
Il est spécialisé notamment dans les scènes militaires, dont la guerre de Vendée, les campagnes napoléoniennes et fut un dessinateur témoin des permissionnaires de 1914-1918.

## Biographie
Julien Le Blant est le fils d'Edmond-Frédéric Le Blant, un ancien directeur de l'École française de Rome. Essentiellement autodidacte, il prend quelques cours avec Ernest Girard, un élève d'Ingres, avant de faire ses débuts en 1874 avec le tableau L'Assassinat de Lepeletier Saint-Fargeau.
Il reçoit le prix du Salon de 1878 pour le tableau Mort du général d’Elbée, obtient une médaille d’argent au Salon de 1880, puis une médaille d’or à l’Exposition universelle de Paris de 1889 pour son tableau Le Bataillon carré. Ce dernier, d'abord exposé au musée des Beaux-Arts de Canberra (National Gallery of Australia) en Nouvelle-Galles du Sud, est actuellement conservé à l’Université Brigham Young (Brigham Young University, BYU) de Provo, dans l'Utah. En 1893, ce tableau fut sélectionné pour représenter la France à l’Exposition universelle de Chicago.

Œuvres de Julien Le Blant
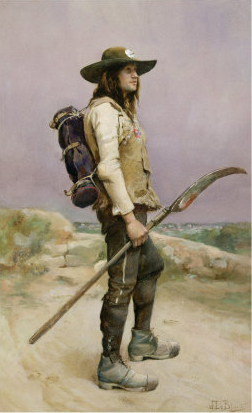
Le Vendéen, musée d'Art et d'Histoire de Cholet.
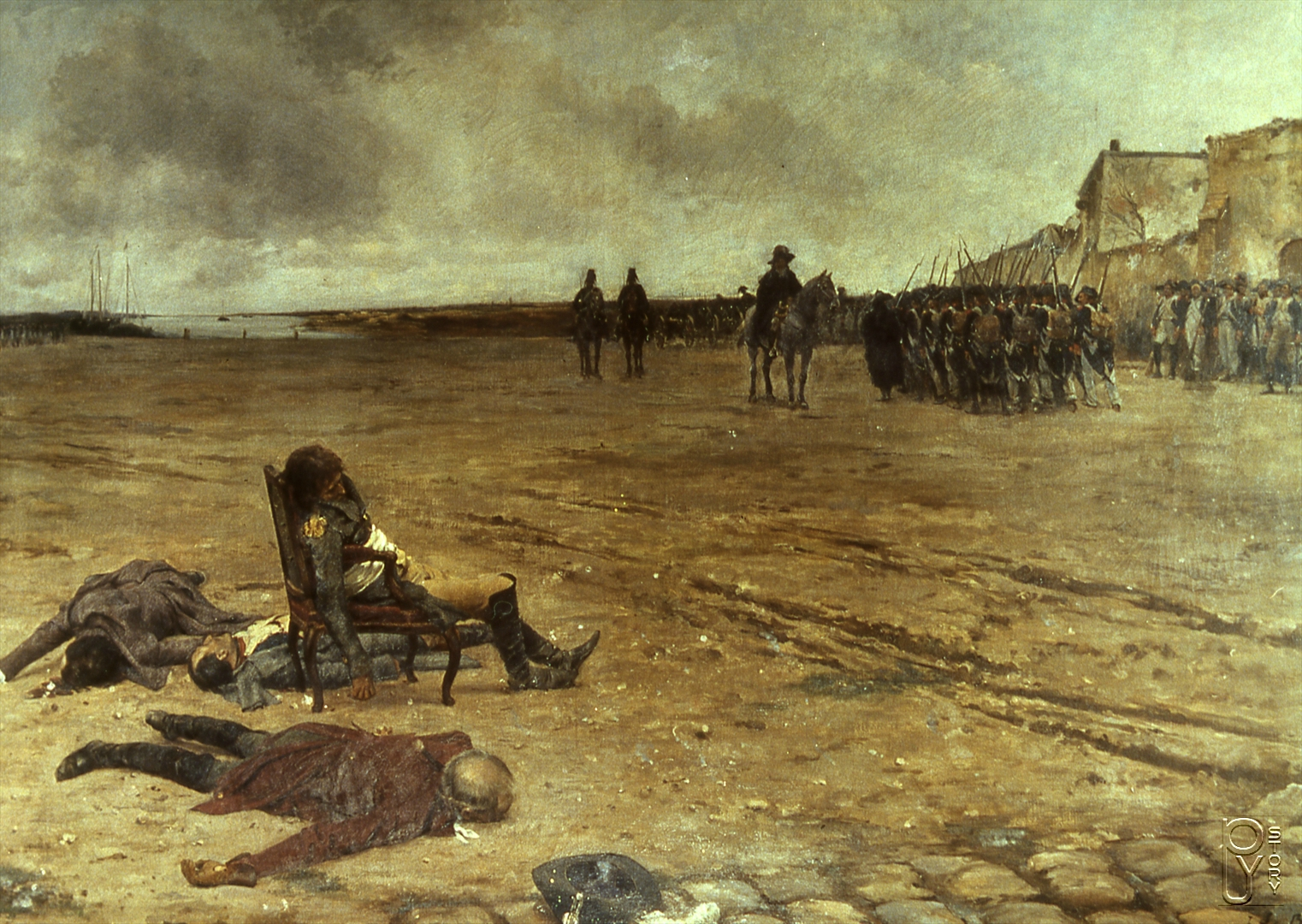
La Mort du général d'Elbée, 1878, château de Noirmoutier.
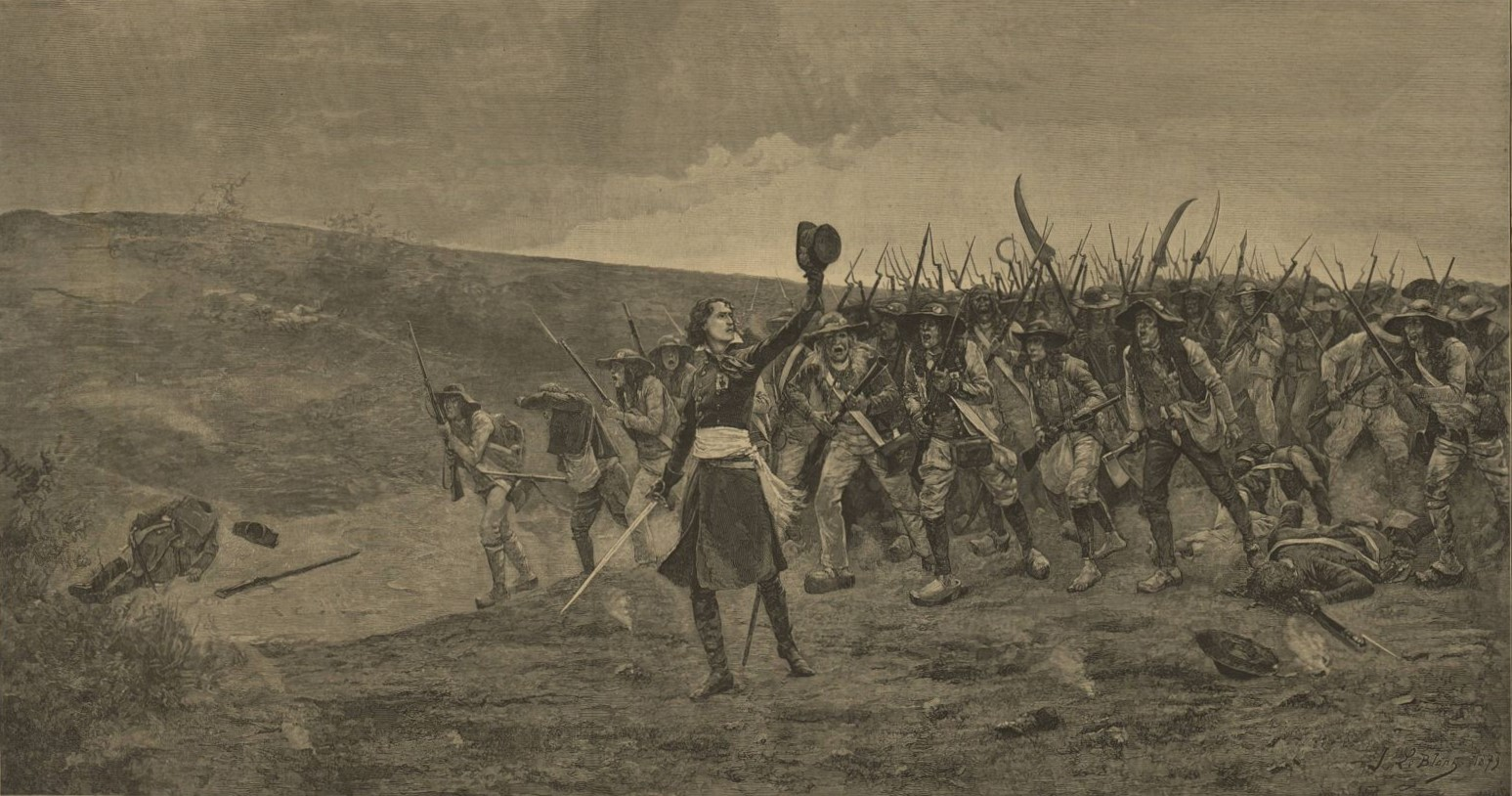
La Rochejaquelein, 1879, localisation inconnue.
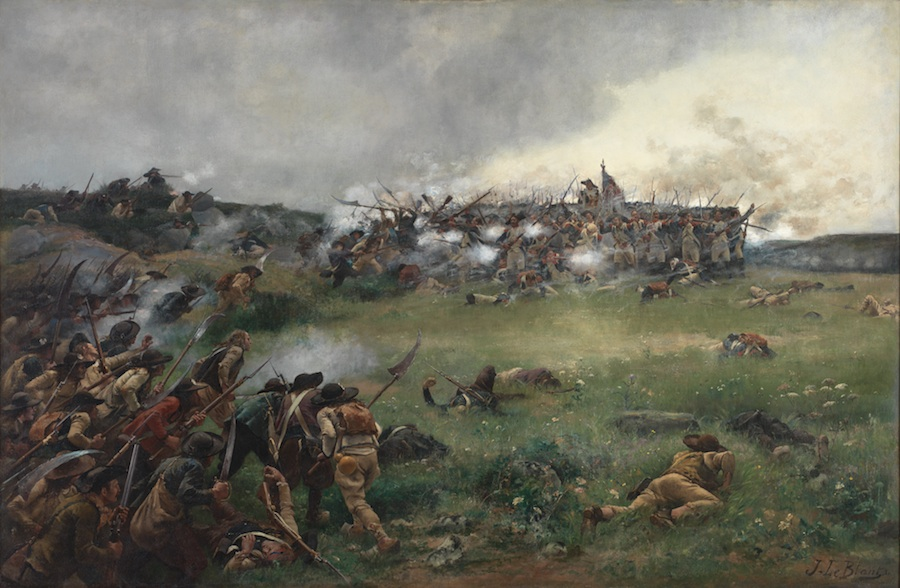
Le Bataillon carré, 1880, localisation inconnue.
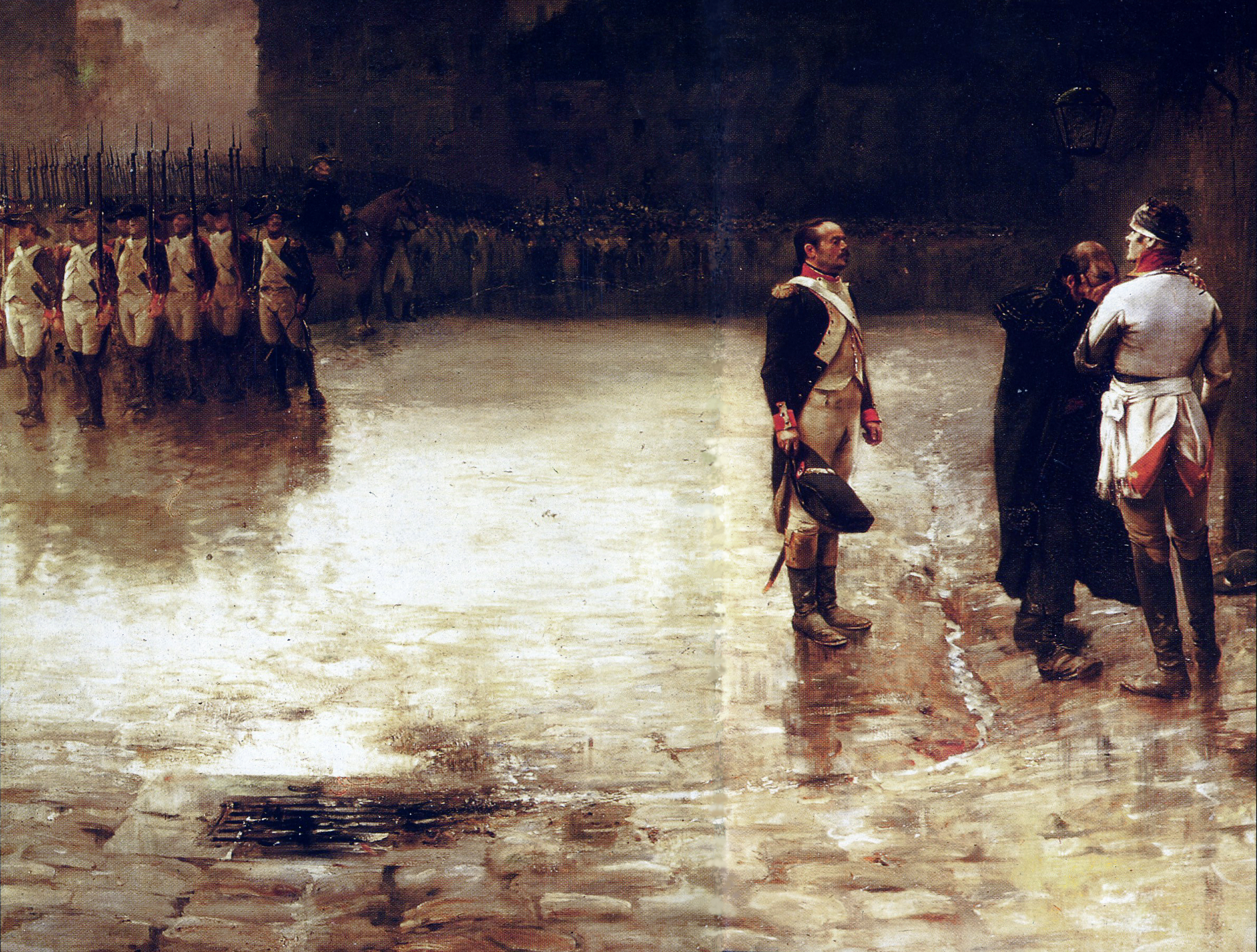
L'Exécution du général Charette, 1883, localisation inconnue.
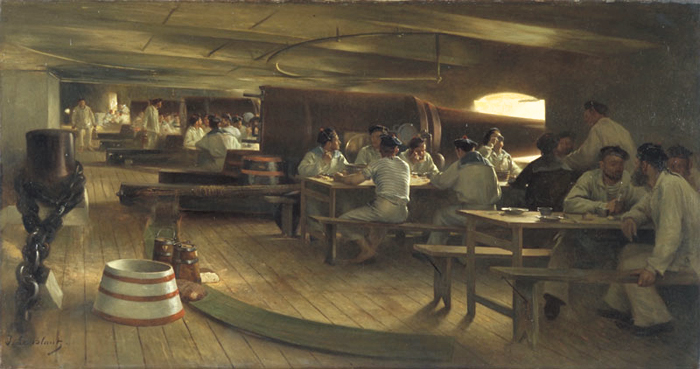
Dîner de l'équipage, 1884, musée national de la Marine de Paris.
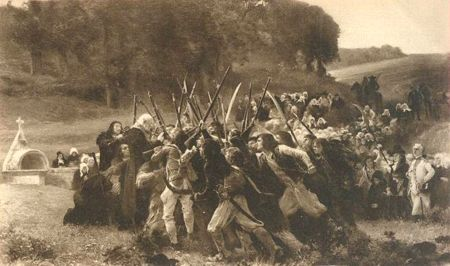
Prise d'armes en Bretagne, 1889, Le Havre, musée d'Art moderne André-Malraux.
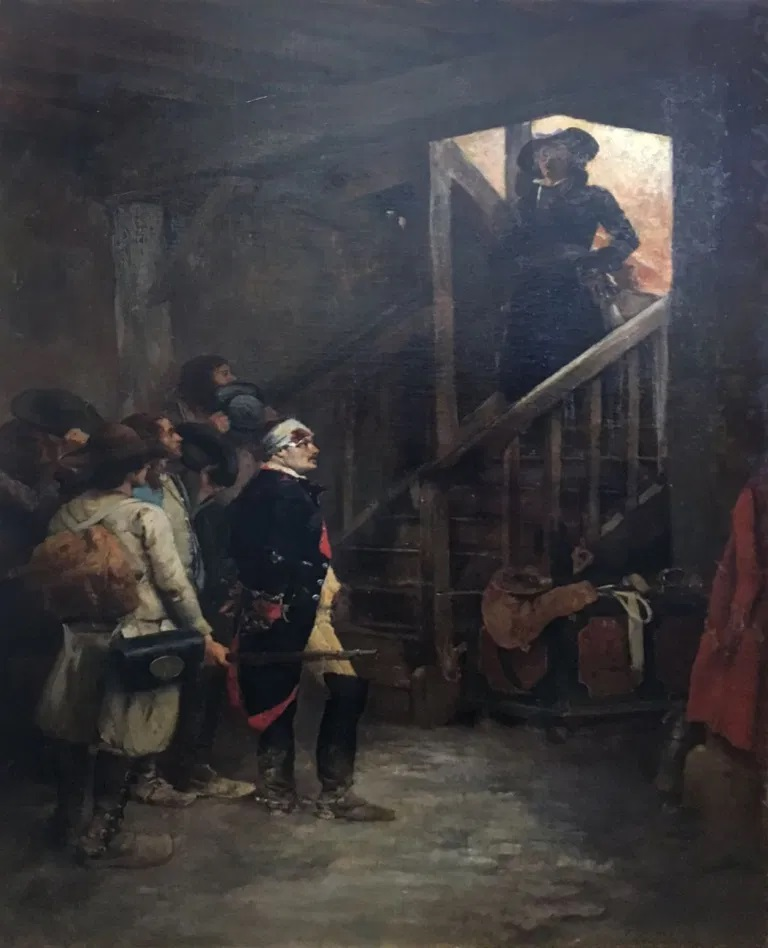
Le Prisonnier, 1890, localisation inconnue.
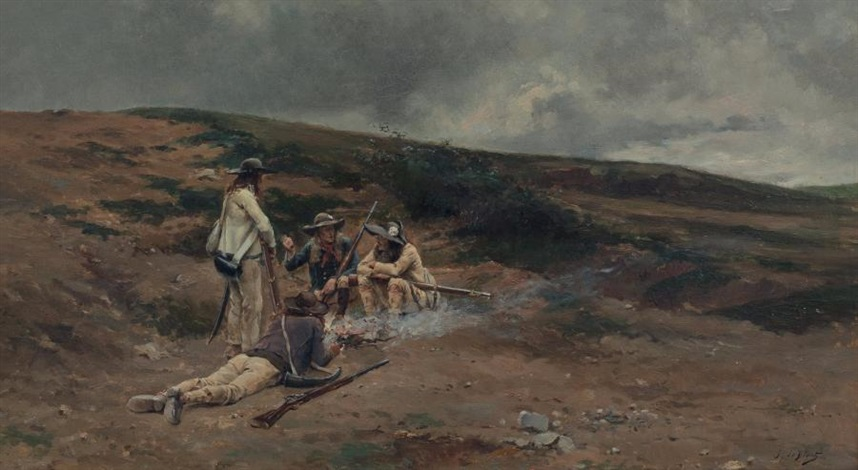
Les Chouans en bivouac, localisation inconnue.
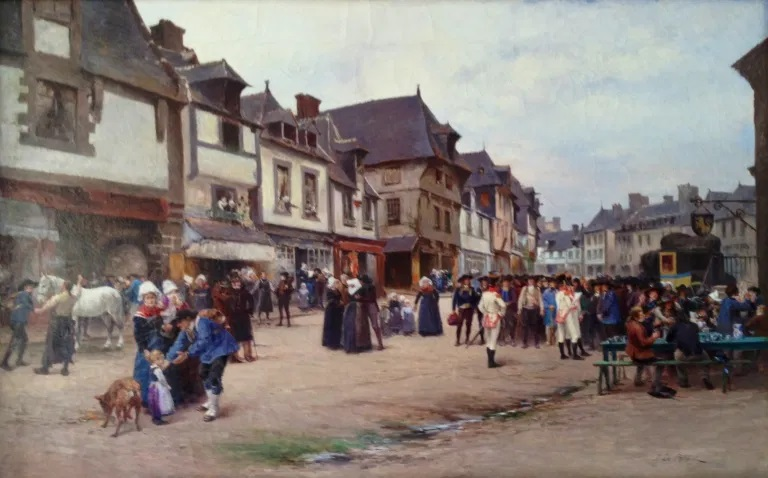
Vue de Dol-de-Bretagne, localisation inconnue.
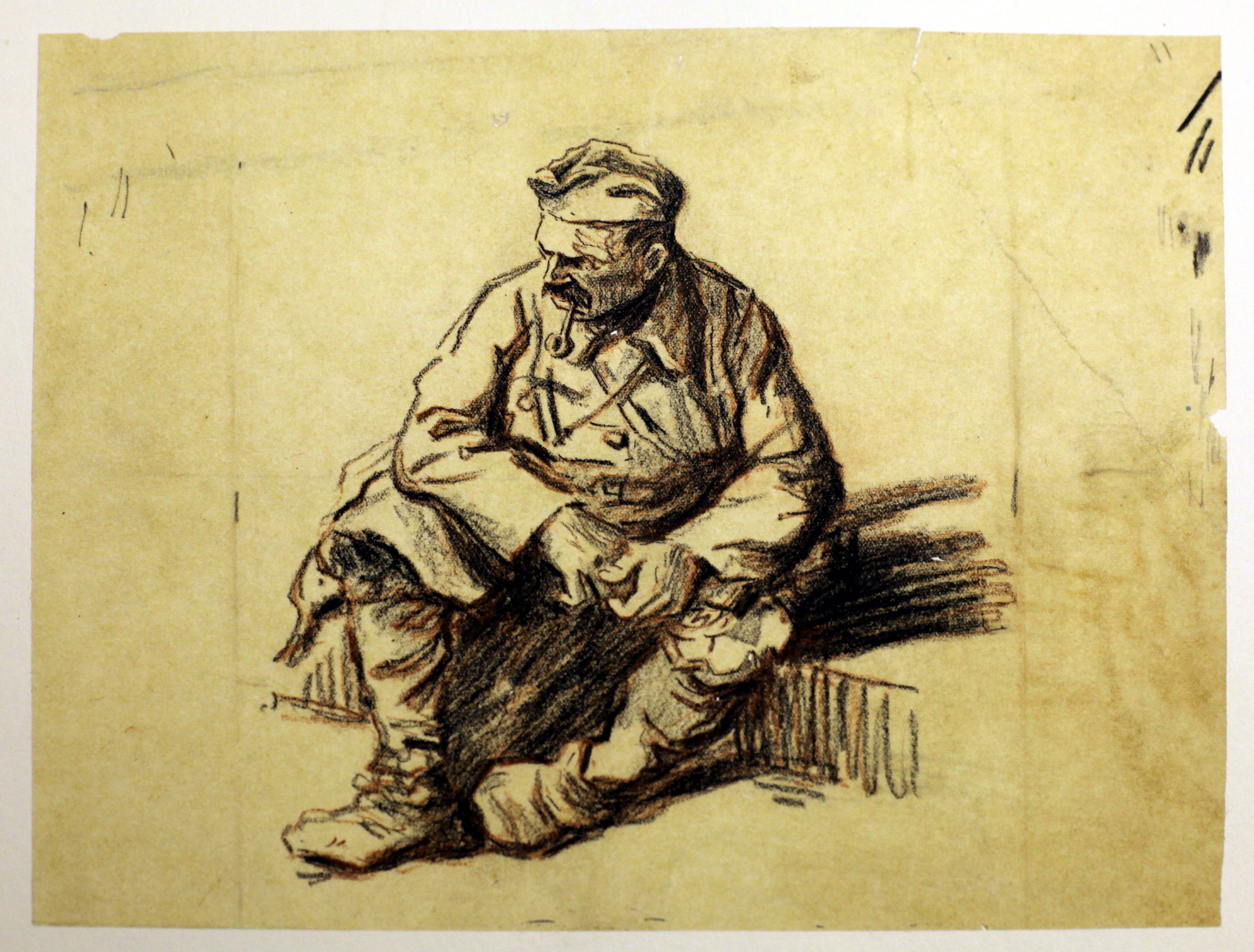
Soldat de la Première Guerre mondiale, 1916-1917, encre, localisation inconnue.

## Première Guerre mondiale

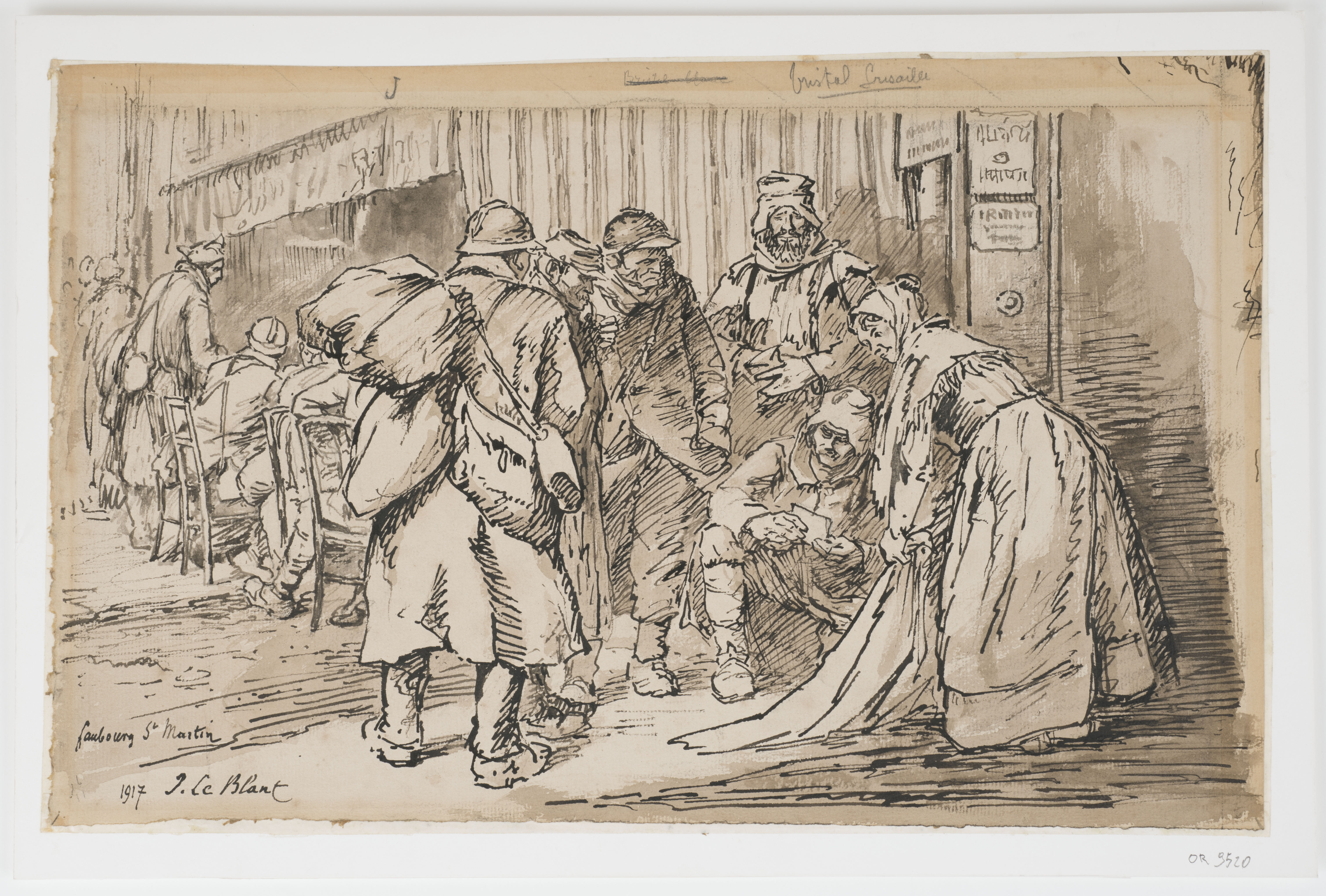
Julien Le Blant, Permissionnaires, Faubourg Saint-Martin, encre et lavis sur papier, 1917.

Lorsque la France entre en guerre en 1914, Julien Le Blant se trouve en Corrèze. Agé de 63 ans, il n'est pas mobilisé. Cependant, cet ancien soldat de la Guerre de 1870, souhaite aller sur le front pour peindre et dessiner les soldats, ce qui lui est refusé par l'Etat-major. Il décide de se rendre à Paris pour documenter la guerre par des dessins et croquis. Il travaille dans le quartier de la Gare de l'Est, au Faubourg Saint-Martin, où se croisent de nombreux permissionnaires partant et rentrant du champ de bataille.

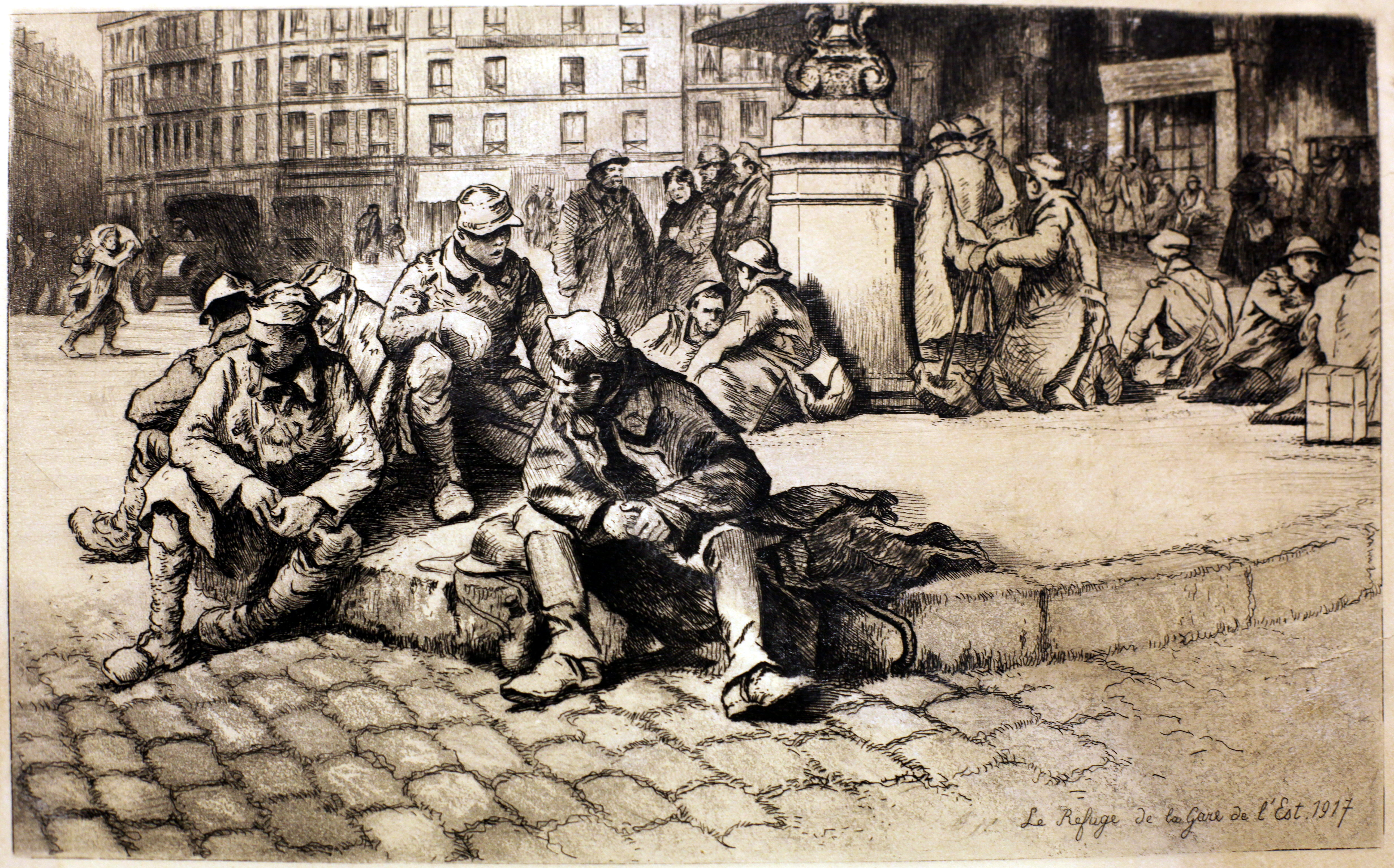
Le Refuge de la gare de l'Est, 1917.
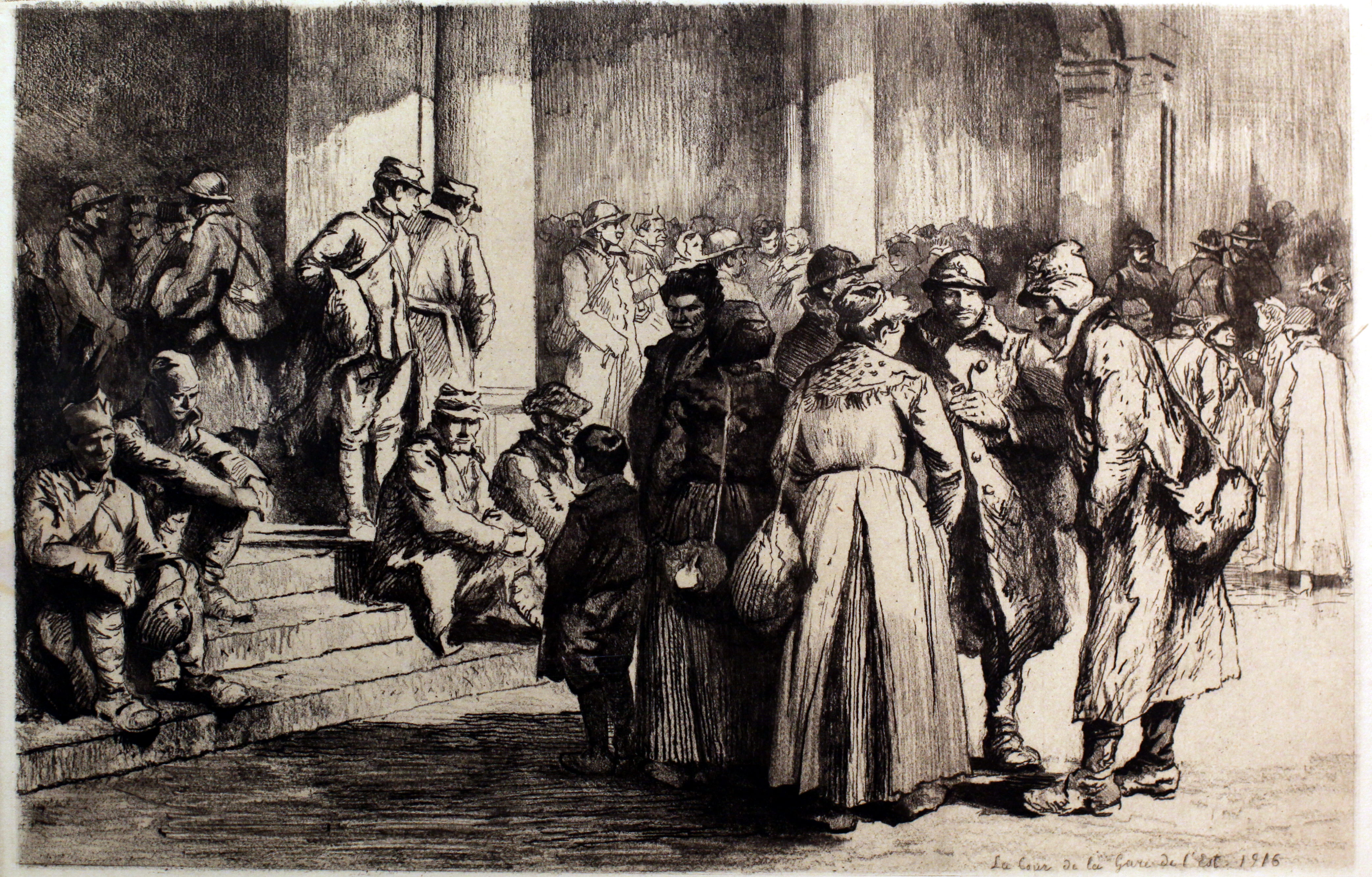
Soldats de la Première Guerre mondiale.
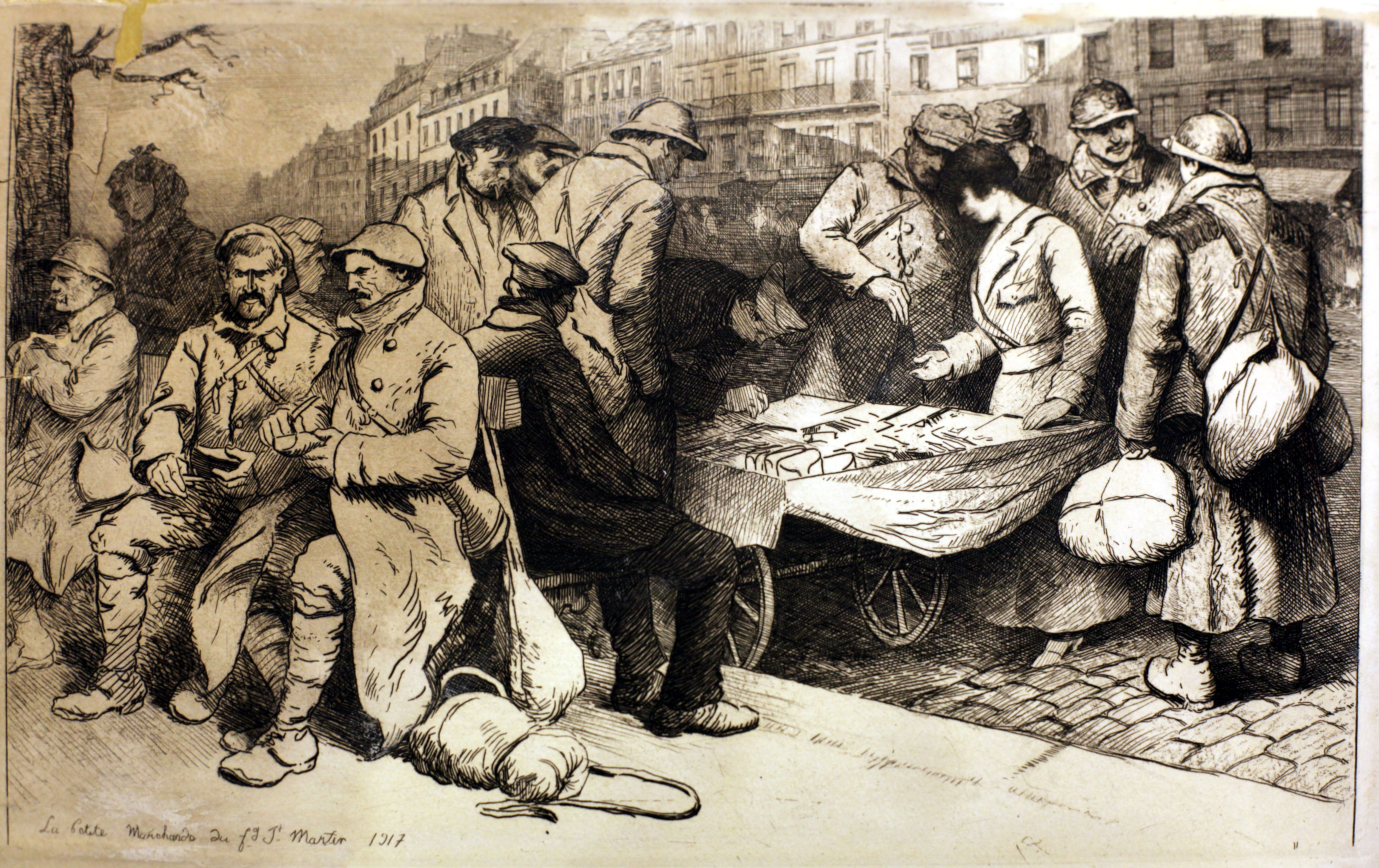
La petite marchande du Faubourg Saint-Martin, 1917.
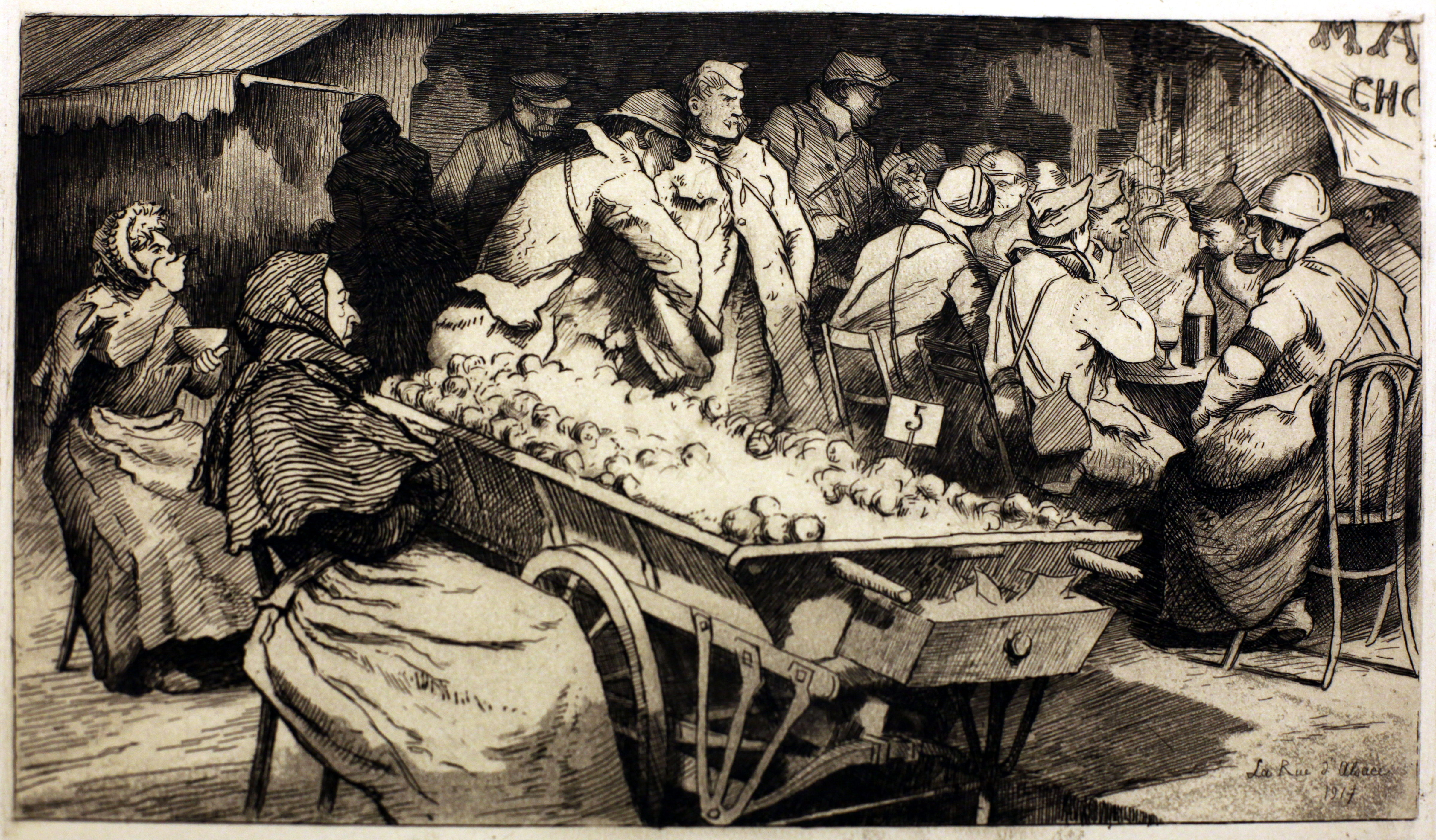
La rue d'Alsace, 1917.

### Participation à la 8ème mission d'artistes aux armées en 1917

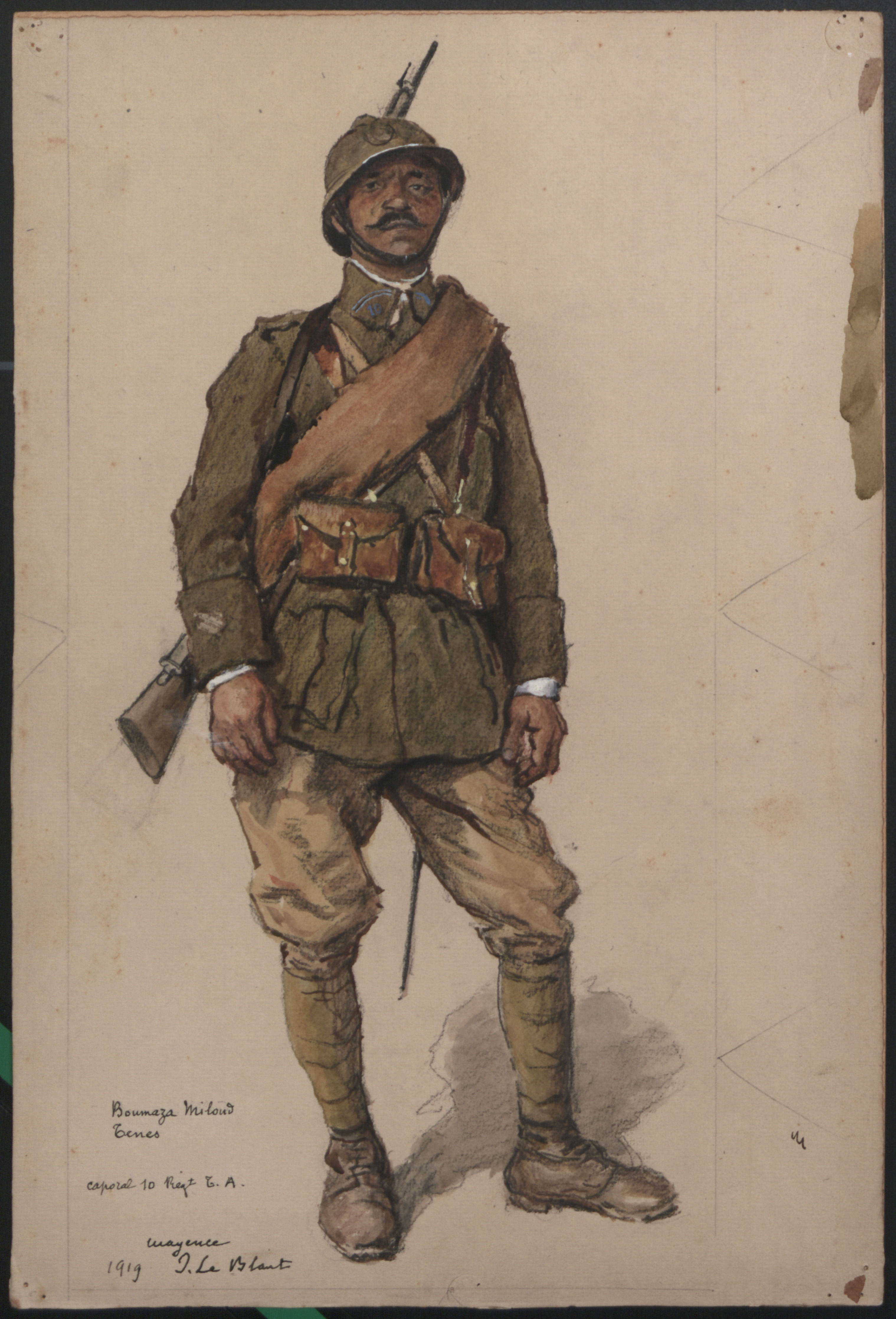
Julien Le Blant, Portrait d'un soldat de l'armée coloniale, crayon et gouache sur papier, 1919.

En 1917, Julien Le Blant participe à la 8ème missions des artistes aux armées. Ces missions avaient été instituées dès 1916. Les artistes représentent majoritairement la puissance de l'armée française et diabolisent l'ennemi. Ils montrent aussi la vie quotidienne des soldats à travers des portraits. Julien Le Blant rejoint donc la mission de septembre 1917 et dans ce cadre réalise plusieurs portraits de soldats des armées françaises et de l'armée coloniale.

## Livres
Xavier de Maistre " Les prisonniers du Caucase ", neuf compositions de Julien Le Blant, Librairie des amateurs A. Ferroud Libraires-Editeurs, Paris, 1897